# Аристарх са Самоса
Аристарх (грч. Ἀρίσταρχος, лат. Aristarchus; 310. п. н. е. — око 230. п. н. е.) је био грчки астроном и математичар, рођен на острву Самос. Био је први човјек који је изричито аргументовао хелиоцентрични модел Сунчевог система, који у средиште познатог свемира поставља Сунце, а не Земљу. У овоме је био под утицајем питагорејца Филолаја из Кротона, али је, насупрот њему, „централну ватру” поистоветио са Сунцем, осим што је остале планете исправно поређао у односу на Сунце. Међутим, његове астрономске идеје су одбачене у корист геоцентричких теорија Аристотела и Птолемеја, док их скоро 1800 година касније није успешно оживео Никола Коперник и разрадили и проширили Јохан Кеплер и Исак Њутн.
Аристарх је највероватније био први човек који је схватио да је Сунце у стварности много веће него што изгледа, али је због мале грешке у промеру мислио да је Сунце само 19 пута даље од Земље него Месец, али је и то било довољно да закључи да је Сунце много веће и од Месеца и од Земље и да то значи да се Земља врти око Сунца, а не обрнуто како се мислило у то време.
О величинама и удаљеностима (Сунца и Месеца) је једина сачувања књига коју је написао Аристарх. У њој је израчунао величину Сунца и Месеца, као и њихову удаљеност од Земље.
Месечев кратер Аристарх је назван у његову част, као и астероид 3999 Аристарх.